# Chloé Thomas
Pour les articles homonymes, voir Thomas.
Chloé Thomas, née le 7 novembre 1985 à Strasbourg, est une écrivaine, traductrice et universitaire française.

## Biographie
Chloé Thomas est née le 7 novembre 1985 à Strasbourg,. Elle est maître de conférences à l'université d'Angers.
Son premier roman, Nos lieux communs, paraît chez Gallimard à la rentrée littéraire 2016 et reçoit un bon accueil critique,. Il fait notamment la Une du Monde des Livres et est sélectionné pour le prix littéraire du Monde. La même année, elle soutient une thèse de littérature américaine sur Gertrude Stein à l'université Sorbonne-Nouvelle.
Elle publie ensuite plusieurs essais sur la littérature américaine, et des traductions de l'anglais et de l'allemand.
En 2023, elle publie un bref essai sur le sommeil, Parce que la nuit,, aux éditions Rivages. Son deuxième roman, Fredon, paraît chez P.O.L. en 2024.
Après avoir enseigné pendant cinq ans à l’université d’Angers, elle est nommée en 2024 maître de conférences à l’université Paris-Cité.

## Essais et romans
- Nos lieux communs (roman), Gallimard, 2016.
- Gertrude Stein. Une expérience américaine (essai), Le Bord de l'eau, 2019.
- Les Excentrés. Poètes modernistes américains (essai), CNRS éditions, 2021.
- Parce que la nuit (essai), Rivages, 2023.
- Fredon (roman), P.O.L., 2024.
- Robert Merle : roman, Presses universitaires de Paris Nanterre, 2024.

## Traductions
- Gertrude Stein, Narration (essais), Rue d'Ulm, 2017.
- Mark Twain, Comment raconter une histoire et autres textes (essais et nouvelles), Rivages, 2019.
- Virginia Woolf, Londres (essais et récits), Rivages, 2019.
- Lyn Hejinian, L'Insuivant (poèmes), Joca Seria, 2022.
- Jacob et Wilhelm Grimm, Contes méconnus, Rivages, 2022.
- Paul Scheerbart, La Grande Révolution, Othello, 2024.